# Heliotropium makallense
Heliotropium makallense är en strävbladig växtart som beskrevs av Oskar Schwartz. Heliotropium makallense ingår i Heliotropsläktet som ingår i familjen strävbladiga växter. Inga underarter finns listade i Catalogue of Life.